# 大槻智春
大槻 智春（おおつき ともはる、1990年1月26日 - ）は、日本のプロゴルファー。

## 経歴
2007年、鹿島学園高等学校在籍時に関東ジュニアゴルフ選手権で優勝。2010年、日本大学在籍（2年生）時に日本アマチュアゴルフ選手権競技でベスト8の成績を残す。同年11月にプロ入り。サン・クロレラクラシックでデビュー。
2017年、チャレンジツアー（現AbemaTVツアー）賞金王。
2021年シーズン、イーグル率（1イーグルを獲得するために要するラウンド数）で 5.05を記録し、ツアー出場選手中でトップとなった。2022年のASO飯塚チャレンジドゴルフトーナメントの初日にはホールインワンを含む3イーグルを達成。18ホール中3イーグルは日本タイ記録であり、ホールインワンを含むものでは日本初。

## 主な優勝記録
- 2017年 - ザ・ロイヤルゴルフクラブチャレンジ（チャレンジツアー初優勝）
- 2019年 - 関西オープンゴルフ選手権競技（レギュラーツアー初優勝）[4]
- 2022年 - ANAオープンゴルフトーナメント[5]
- 2023年 - パナソニックオープン [6]

## その他
- 2019年8月24日 - 長嶋茂雄Invitational セガサミーカップゴルフトーナメント（ザ・ノースカントリーゴルフクラブ、17H、18H）にて2ホール連続イーグルを達成。日本ゴルフツアー機構発足後、9人目[7]。